# Батське абатство
Батське абатство Святих Петра і Павла (англ. The Abbey Church of Saint Peter and Saint Paul, Bath) — англіканська церква і колишній бенедиктинський монастир в Баті (Сомерсет).

## Історія

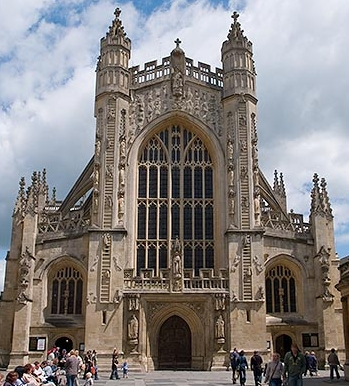
Батське абатство

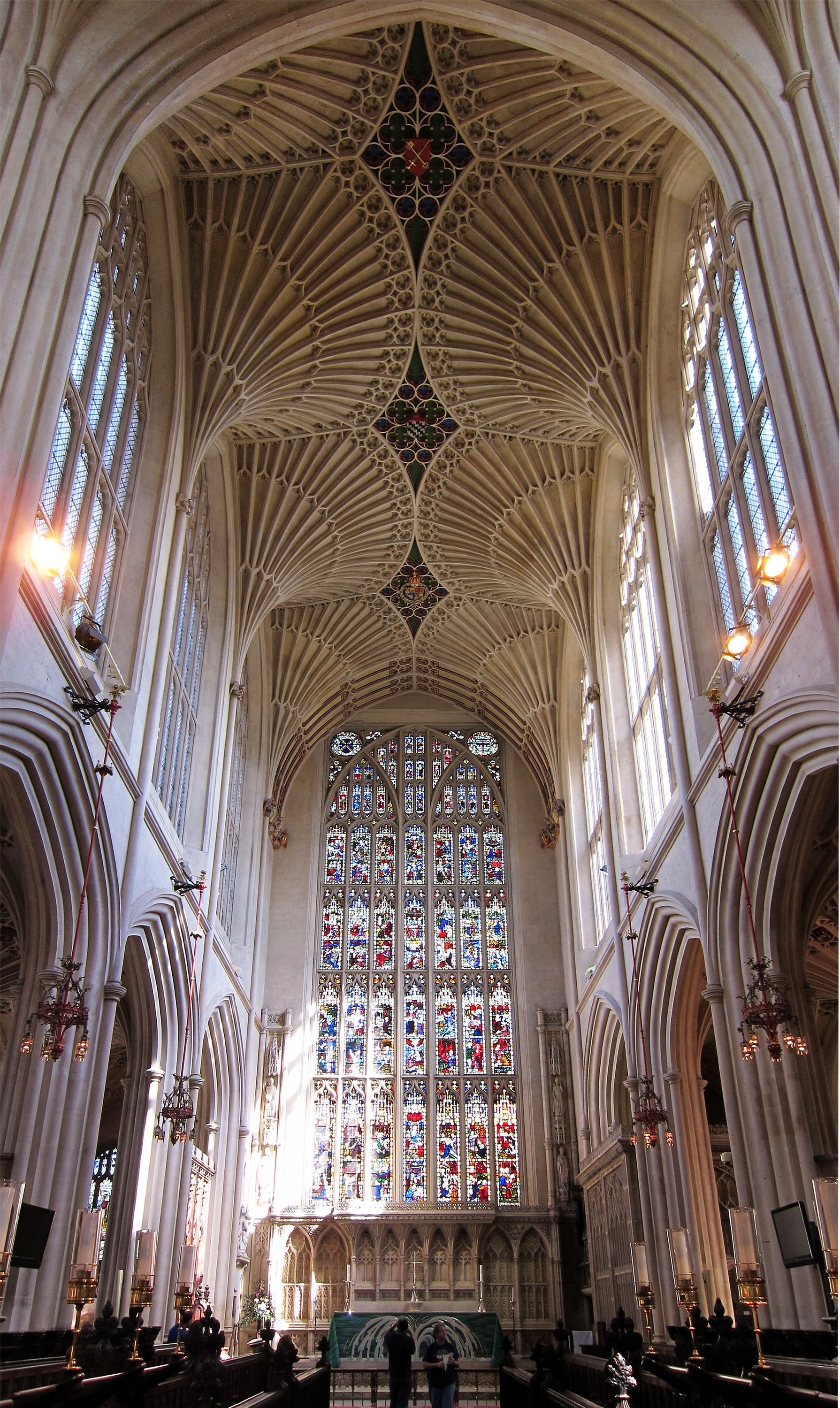
Склепіння церкви

Абатство було засноване ще в другій половині VII століття, реоганізовано в X ст. і перебудовано в XII і XVI ст.. Будівництво почалося після 675 року, коли Осрік, король Гвікке виділив 100 гайд землі під жіночий монастир.
Про архітектуру перших будинків практично нічого не відомо. Згодом чернецтво занепало і стало відроджуватися лише в другій половині X століття при Едгарі миролюбному.
Після завоювання норманами в монастирі була побудована норманська церква довжиною 101 м. Однак, чисельність ченців була невелика. Відомо, що в 1206 проживало 40 монахів, а в 1485 всього 22. Сучасна будівля висотою 49 м побудовано на місці норманського собору в 1495–1611 рр. Сьогодні це одна з найвідоміших готичних споруд в Південній Англії. Церква вміщує приблизно 1200 прихожан і належить до дієцезії Бата і Уеллса провінції Кентербері. Крім релігійних служб в будівлі можуть проводитися лекції, концерти та інші світські заходи.
12 червня 1950 Батське абатство було внесено до реєстру історичних пам'яток вищої категорії ( Grade I) під номером 442109.